# 田村盛揮
田村盛揮（日语：／ Tamura Seiki），日本男性美術指導。現在別名。Anime工房婆娑羅所屬。
以前用「田村盛揮」的名義參加動畫工作室「動物屋（日语：あにまる屋，現在改名為Ekura Animal（日语：エクラアニマル））」的動畫製作。

## 參加作品

### 電視動畫
1993年
- 海潮之聲

2002年
- 彩夢芭蕾

2004年
- 絢爛舞踏祭

2006年
- 涼宮春日的憂鬱（美術指導）

2007年
- 精靈守護者（美術設定）
- 少女的奇幻森林
- 幸運☆星（美術指導）

2008年
- 女神異聞錄 ～三位一體之魂～（美術設定）
- 道子與哈金（美術指導）

2009年
- 仰望天空的少女瞳中的世界（美術指導、美術背景）
- 涼宮春日的憂鬱 (第2期)（美術指導）
- K-ON！輕音部（美術指導）

2010年
- K-ON!! 輕音部（美術指導）

2012年
- 罪惡王冠
- 魯邦三世 -名為峰不二子的女人-（美術指導）

2013年
- 爆獸合神爆琉聖王（日语：爆獣合神ジグルハゼル）（美術指導）

2014年
- 晨曦公主（美術設定）

2015年
- 小松先生（美術指導）
- 魯邦三世 (2015年系列)
- 翻轉☆少女（美術設定）

2016年
- 勇利!!! on ICE（美術設定）
- 3月的獅子（美術指導）

2017年
- ElDLIVE宇宙警探（美術指導）
- 咕嚕咕嚕魔法陣 (2017年版)（美術設定、OP背景）

2019年
- 毛球剛次郎（日语：けだまのゴンじろー）（美術監督）

2020年
- 戀與製作人 ～EVOL×LOVE～（美術設定）

2021年
- 平穩世代的韋駄天們（美術監督）

### 電影動畫
1987年
- 螢火蟲之墓（背景）

1989年
- 麵包超人：亮晶晶星的眼淚（日语：それいけ!アンパンマン キラキラ星の涙）（背景）

1991年
- 甘巴與水獺的冒險（日语：ガンバの冒険）

1992年
- 拯救地球吧！夥伴們 奇比貓湯姆的大冒險（日语：ちびねこトムの大冒険） ※劇院未公映，後來經由衛星電視首次播出。

1993年
- 機動警察2 the Movie

1994年
- 平成狸合戰

1995年
- 起程的冒險者們 水晶國傳說（日语：クリスタニア#はじまりの冒険者たち レジェンド・オブ・クリスタニア（映画））
- 心之谷

1997年
- 魔法公主（背景）

1999年
- 金田一少年之事件簿2：殺戮的深藍（美術指導）

2000年
- 數碼寶貝大冒險：我們的戰爭遊戲[[[Wikipedia:格式手册/链接#章節|錨點失效]]]（美術指導）

2001年
- 傑克斯的狂歡舞會（美術指導）
- 大都會

2002年
- Ghiblies episode2

2004年
- MIND GAME（日语：マインド・ゲーム）（背景）

2006年
- 穿越時空的少女

2009年
- 天上人與亞克托人最後的戰鬥（美術背景）

2010年
- 涼宮春日的消失（美術指導）

2011年
- 劇場版 K-ON！輕音部（美術指導）

2012年
- 彩虹螢火蟲 ～永遠的暑假～（日语：虹色ほたる 〜永遠の夏休み〜）（美術指導、色彩設計）

2013年
- 劇場版 HUNTER×HUNTER：緋色的幻影（背景）

2014年
- 魯邦三世：次元大介的墓碑（日语：LUPIN THE IIIRD 次元大介の墓標）（美術指導）
- THE LAST -NARUTO THE MOVIE-（美術）

2017年
- 虐殺器官（美術指導[1]）
- LUPIN THE IIIRD 血煙的石川五右衛門（日语：LUPIN THE IIIRD 血煙の石川五ェ門）（美術指導[2]）

2020年
- 人體的倖存！（日语：科学漫画サバイバルシリーズ#第1作）（美術指導）

2022年
- 劇場版 屁屁偵探：夢中的巨大馬鈴薯祭典（日语：映画おしりたんてい シリアーティ#映画おしりたんてい 夢のジャンボスイートポテトまつり）（美術監督）

### OVA
1989年
- 聖獸機Guardian -CYBERNETICS GUARDIAN-（日语：聖獣機サイガード -CYBERNETICS・GUARDIAN-）（美術指導）

1998年
- 教科書沒教的事！（美術指導）

2003年
- 駭客任務立體動畫特集 少年故事
- 駭客任務立體動畫特集 異度空間
- MUNTO（美術指導）

2005年
- MUNTO 穿越時空之壁（美術指導）
- 鴉 -KARAS-（美術指導／第5、6話）

2007年
- TAMALA'S WILD PARTY（日语：TAMALA ON PARADE）（美術指導）

2008年
- 幸運☆星OVA（原創等視覺與動畫）（美術指導）

### 網路動畫
2005年
- 格鬥天王：另一天（日语：The King of Fighters: Another Day）（美術設定）

### CD
2007年
- 拿去吧！水手服（封面背景）
- 電視動畫『幸運☆星』片尾主題曲集 ～那一天在卡拉OK包廂～（封面背景）

2010年
- 溫柔的忘卻（封面背景）

## 腳註

## 相關項目
- Ekura Animal（日语：エクラアニマル）
- Anime工房婆娑羅
- 京都動畫